# 국제차량제작
국제차량제작은 자동차 정비업을 하고 있던 최무성 / 순성 / 혜성 3형제가 1937년에 세운 개인 자동차 회사이다. 1955년에 시발을 만든 것으로 알려져 있으며, 1969년에 해체되었다. 현재 국제차량제작의 생산 차량은 삼성화재교통박물관에 남아 있다.

## 역사
국제차량제작 주식회사는 광복 후 미군으로부터 불하 받은 지프나 GMC 트럭 등 폐차를 재생하여 민수용으로 활용했던 국제 공업사에서 비롯한다. 폐차 처리를 하면서 기술을 익혀 한국 전쟁 직후에, 흔히 프레임(frame)이라 불리는, 차대(車臺)의 제작에 성공한다.
그 뒤 엔진 제작에 착수하면서 국제차량제작 주식회사로 바꾸고 민수용 차량을 만들면서 1955년 8월에 승용차 ‘시발’ 제작에 성공한다. 당시 회사는 서울특별시 종로구 관수동에 있었고, 공장은 용산구 문배동 외 3개소였다. 사장은 최무성, 부사장은 최혜성, 공장장은 오원철이었고, 기술자로 김영삼이 있었다.
처음에는 회사가 을지로2가 공터에 있었다. 천막을 쳐서 공장으로 삼고, 사무실은 미군이 버린 버스를 개조하였다. 그런 환경에서 최무성은 전 재산을 차량 제작에 투자했다. 돈이 모자라 상공부에 융자 신청을 하였으나 난색을 보였다고 한다. 기아산업의 김철호가 만든 자전거 공장이 그의 자동차 공장보다 10배나 더 규모가 컸기 때문이다.
그러다가 1955년 8월에 만든 자동차를 그해 10월에 열린 산업박람회에 출품하여 대통령상을 받자 구매를 문의하는 전화가 전국에서 걸려왔다. 결국 선금을 받고 주문을 받았는데, 선약금만 1억 환 이상이었다. 그러나 시설이 열악하여 날짜를 제대로 지키지 못하였고, 이번에는 사무실로 몰려와 소란을 피웠다. 나중에 밝혀진 바로는 그들은 대부분 부유층 부인들이었는데, 그들은 계를 만들어 선약을 내고 나중에 프리미엄을 붙여 팔려고 했었다고 한다.
택시 회사에서 관심을 가지자 가격이 급격히 올랐으며, 모두 500대가 택시로 팔렸다. 그 뒤 1956년 대형 GMC 4분의 3톤 군용 트럭에 사용되었던 6기통 엔진을 참고로 하여 국산화에 성공하였고, 1958년에는 세단형 9인승 자동차도 생산해 냈다. 시발 자동차가 인기를 누리자 버스, 트럭, 트랙터 제작에도 손을 뻗었다.
그러다가 이승만 정부는 1957년 5월 8일 자동차의 수를 제한하는 긴급조치인 5·8 라인을 발동하면서 잠시 주춤하였다. 5·16 쿠데타 이후 일본 이스즈와 제휴하여 대형버스 및 트럭을 도입생산하려고 무리하게 투자하는 바람에 회사가 위기에 처했다. 그 뒤 정부 보조금 중단과 일본 닛산자동차와 기술제휴로 생산한 새나라자동차가 판매되면서 시발의 승용차 모델들은 경쟁력을 상실했고, 정부에 제출한 외자유치 건의도 반려되면서 결국 1963년에 회사는 문을 닫고 만다.

## 관련인물들의 그 이후
회사의 도산 이후, 사장 최무성은 미국으로 이민을 간 뒤 자동차사업에서 완전히 발을 떼고 1993년에 현지에서 별세했다. 이에 앞서 김영삼 엔지니어는 1956년에 국제차량에서 퇴사한 후 쌍마자동차의 상무 겸 공장장으로 취임, 승합형 택시차량에 들어갈 6기통 가솔린 엔진을 만들어낸 뒤 1년 후 독립을 위해 다시 퇴사했다.
오원철 공장장은 1960년에 국산자동차주식회사 공장장으로 자리를 옮겼다가, 이듬해 5.16 군사 정변 당시 정부에 소환되어 국가재건최고회의 기획조사위원회 조사과장에 취임하였다. 1971년에는 대통령 직속 경제 제2수석비서관으로 임명되어 방위산업 육성의 총책을 맡았고, 1992년 기아경제연구소 상임고문을 거쳐 1998년 이후 현재까지 한국형경제정책연구소 상임고문을 맡고 있다.
최무성 / 혜성 / 순성 3형제의 후손들은 이후 삼성교통박물관에서 추진한 시발 재현 프로젝트에 조언자로서 참여, 차량의 재현도를 높이는 데 일조했다.

## 생산 차량
시발